# Rio São João do Paraíso
Rio São João do Paraíso är ett vattendrag i Brasilien.   Det ligger i delstaten Minas Gerais, i den östra delen av landet, 600 km öster om huvudstaden Brasília.
Omgivningarna runt Rio São João do Paraíso är huvudsakligen savann. Runt Rio São João do Paraíso är det glesbefolkat, med 8 invånare per kvadratkilometer.